# Fakó szaltator
A fakó szaltator (Saltator maximus)  a madarak osztályának verébalakúak (Passeriformes) rendjébe és a tangarafélék (Thraupidae) családjába tartozó faj.

## Rendszerezése
A fajt Philipp Ludwig Statius Muller német zoológus írta le 1776-ban, a Tanagra nembe Tanagra maxima néven. Besorolása vitatott, egyes szervezetek a kardinálispintyfélék (Cardinalidae) családjába sorolják az egész nemet.

## Alfajai
- Saltator maximus gigantodes Cabanis, 1851
- Saltator maximus intermedius Lawrence, 1864
- Saltator maximus iungens Griscom, 1929
- Saltator maximus magnoides Lafresnaye, 1844
- Saltator maximus maximus (Müller, 1776)[3]

## Előfordulása
Mexikó déli részén, Közép-Amerikában, Belize, Costa Rica, Guatemala, Honduras, Nicaragua, Panama, Salvador és Dél-Amerikában, Bolívia, Brazília, Kolumbia, Ecuador, Francia Guyana, Guyana, Peru, Suriname és Venezuela területén honos. 
Természetes élőhelyei a szubtrópusi és trópusi síkvidéki és hegyi esőerdők, mocsári erdők, valamint másodlagos erdők. Állandó, nem vonuló faj.

## Megjelenése
Testhossza 21 centiméter.
|  |

## Életmódja
Gyümölcsökkel, virágokkal, bogyókkal és friss levelekkel táplálkozik, de fogyaszt rovarokat is.

## Természetvédelmi helyzete
Az elterjedési területe rendkívül nagy, egyedszáma nagy és ugyan csökken, de még nem éri el a kritikus szintet. A Természetvédelmi Világszövetség Vörös listáján nem fenyegetett fajként szerepel.